# Весениче
Весениче (на сръбски: Весениће) е село в Сърбия, разположено в община Тутин, Рашки окръг. Намира се на 851 метра надморска височина. Населението му според преброяването през 2011 г. е 465 души. При преброяването на населението през 2002 г. има 450 жители, от тях 433 (96,22 %) бошняци, 16 (3,55 %) мюсюлмани и 1 (0,22 %) непознат.

## Население
Численост на населението според преброяванията през годините:
- 1948 – 253 души
- 1953 – 289 души
- 1961 – 305 души
- 1971 – 309 души
- 1981 – 340 души
- 1991 – 552 души
- 2002 – 450 души
- 2011 – 465 души